# Ges (Einheit)
Der Ges war ein Längenmaß in verschiedenen Regionen Asiens und entsprach der Elle.
- Jemen (Mokka) 1 Ges = 262 1/10 Pariser Linien = 591 Millimeter
- Präsidentschaft Bengalen 1 Ges/Cos = 375 ½ Pariser Linien = 845 Millimeter
- Hugly 1 Ges/Cos = 394 ½ Pariser Linien = 888 Millimeter
- Patna 1 Ges/Cos = 469 ½ Pariser Linien = 1057 Millimeter